# Stadionul La Rosaleda
Estadio La Rosaleda (pronunție în spaniolă [esˈtaðjo la rosaˈleða]) este un stadion de fotbal din Málaga, Andaluzia, în sudul Spaniei. El este stadionul de casă al clubului Málaga CF care evoluează în Primera División. Capacitatea sa e de 29.500 spectatori, fiind al patrulea stadion ca mărime din Andaluzia.